# Michel Thierry
Pour les articles homonymes, voir Thierry.
Michel Thierry, né le 24 juillet 1928 à Foulayronnes (Lot-et-Garonne) et mort le 6 décembre 2021 à Dax (Landes), est un industriel français du secteur textile, fondateur d'une entreprise de tissage de laine cardée établie à Laroque-d'Olmes, dans le département de l'Ariège.

## Biographie

### Famille et débuts
Originaire du département de Lot-et-Garonne, Michel Thierry s'engage dans le textile du pays d'Olmes, bassin industriel spécialisé dans la production de tissus de laine, via sa belle-famille. Son entreprise, qu'il fonde en 1955, s'installe au début des années 1960 sur une partie de l'emprise de l'ancienne usine Ricalens, à Laroque-d'Olmes.
Il est le père de Laurent Thierry, à la tête de la société Actis.

### La société Michel Thierry

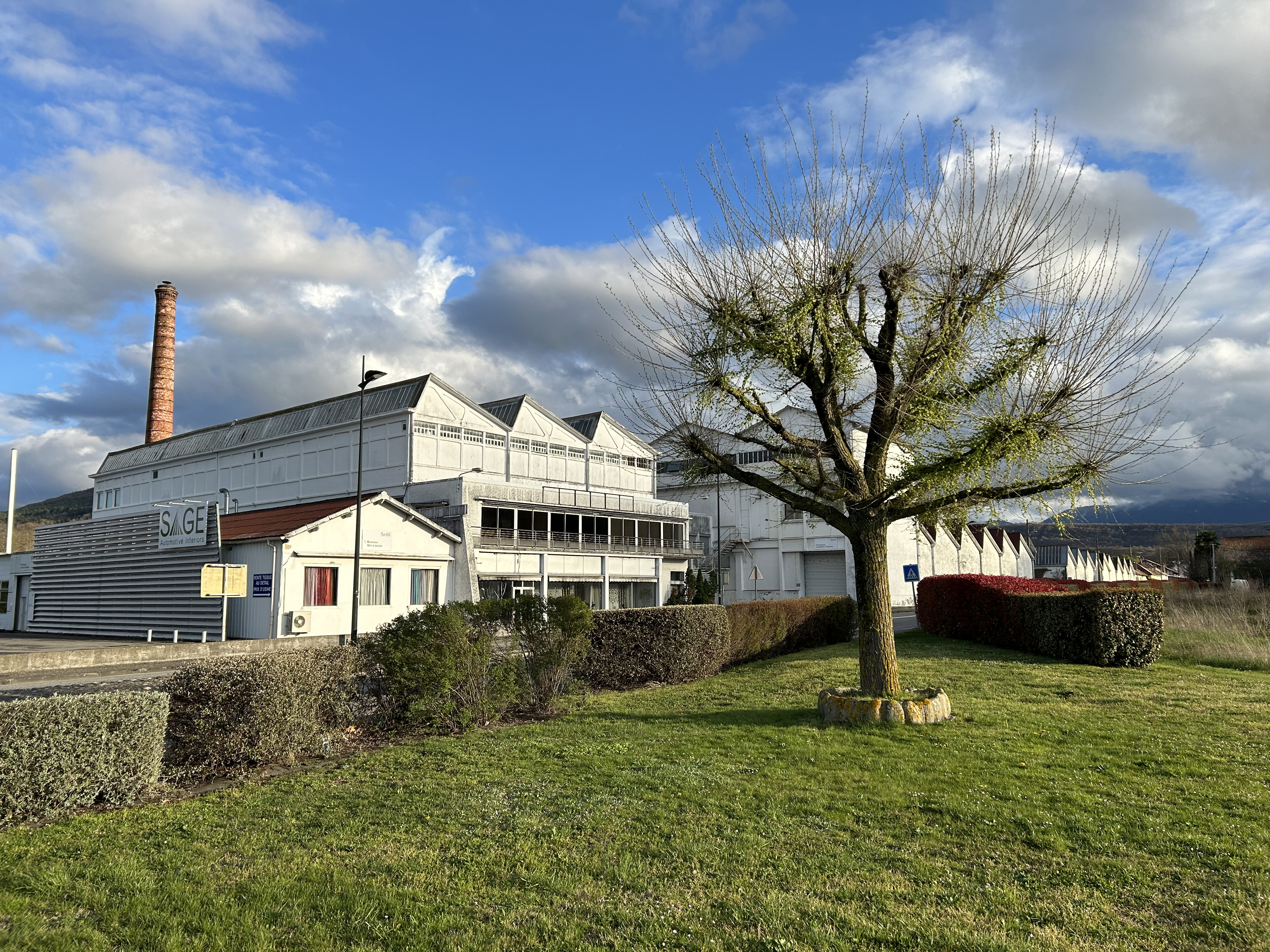
Vue de l'usine historique de Michel Thierry à Laroque-d'Olmes (Ariège), ici en 2023.

Au départ spécialisée dans les tissus pour l'habillement et l'ameublement, la société Michel Thierry commence à se réorienter dans les années 1980 dans la production de textiles pour l'équipement automobile, jusqu'à devenir l'un des leaders européens du secteur, et premier employeur de l'Ariège. 

### La société après Michel Thierry
L'entreprise fait l'objet de rachats successifs dans les années 2000, mais l'usine originelle est toujours en activité, propriété depuis 2020 de la société Sage Automotive Interiors.
Le magasin d'usine fondé par Michel Thierry est encore ouvert, même s'il ne vend plus de productions de l'usine.
Durant la pandémie de Covid-19, la société fabrique des masques dans le cadre du groupement Occitanie Protect mis en place par le conseil régional d'Occitanie.

### Autres engagements
Durant sa période d'activité, Michel Thierry s'implique aussi dans le financement de la station des Monts d'Olmes,  préside le club de rugby du Stade lavelanétien et soutient la création du Musée du textile et du peigne en corne de Lavelanet.

### Mort
Michel Thierry meurt le 6 décembre 2021. Il est inhumé à Belloc.